# Boris Hessen
Boris Mikaïlovitch Hessen (1893-1936) est un physicien et philosophe soviétique.

## Biographie
Boris Hessen (en russe : Gessen) naît en 1893 dans une famille juive d'Elizavetgrad (aujourd'hui Kirovohrad, en Ukraine). Son père est directeur de banque. Élevé doué en mathématiques, il étudie la physique à l' université d'Édimbourg en 1913-1914 en compagnie du futur prix Nobel de physique Igor Tamm (1895-1971). Le début de la Première guerre mondiale l'oblige à revenir à Petrograd. Il suit des cours de statistique à l'Institut polytechnique de Petrograd et des cours de physique, sans y être inscrit parce qu'il est juif. Après la révolution de 1917, il devient soldat de l' Armée rouge puis secrétaire du soviet des députés ouvriers et paysans de sa ville natale. Il est instructeur politique de 1919 à 1921 puis, entre 1921 et 1924, instructeur en économie politique à l'université. Il entre à l' Institut des professeurs rouges pour suivre une formation complémentaire en physique et mathématiques. Il reste membre du corps enseignant et rejoint un groupe d'historien des sciences. Parallèlement à son enseignement scientifique, il donne de multiples conférences. Il publie en 1928 un ouvrage sur la théorie de la relativité d' Albert Einstein. Ses activités à l' Institut de physique Lebedev ne le mettent pas à l'abri de problèmes politiques : des staliniens l'accusent d'idéalisme mencheviste, lui reprochant d'oublier la lutte des classes. En 1930, Boris Hessen est nommé directeur de l'Institut d'histoire de la physique, il devient doyen de la faculté de physique de l' Université d'État de Moscou. A l'été 1931, il participe au 2e congrès international d'histoire des sciences et des techniques organisé par l'Union internationale d'histoire et de philosophie des sciences et de la technologie qui se tient à Londres. Il y présente sa contribution majeure en histoire des sciences, Les racines sociales et économiques des Principia de Newton.
Soupçonné de sympathies trotskystes, Boris Hessen sera arrêté le 21 août 1936. Il est torturé et condamné à mort par un tribunal militaire le 20 décembre 1936 et fusillé le jour même. Il a été réhabilité en 1955.

## Écrits
- Les racines sociales et économiques des "Principia" de Newton : une rencontre entre Newton et Marx à Londres en 1931 ; traduction et commentaires de Serge Guérout ; postface de Christopher Chilvers. Paris : Vuibert, 2007.  (ISBN 2-7117-7158-X).

Titre original The social and economic roots of Newton's "Principia".
- Rose-Luise Winkler, Ein unveröffentlichtes Manuskript von Boris M. Hessen: Materialien und Dokumente zur Geschichte der Physik, Sitzungsberichte der Leibniz-Sozietät, der Wissenschaften zu Berlin, 92 (2007), p. 133–152

## Citation
« Les brillants succès des sciences de la nature durant les XVIe et XVIIe siècles furent conditionnés par la désintégration de l'économie féodale, le développement du capital marchand, des relations maritimes internationales et de l'industrie lourde (minière). »
— Les racines sociales... (p. 111), cité par Clifford D. Conner, dans Histoire populaire des sciences, 2011, (p. 358)